# メソロンギ
メソロンギ（ギリシア語: Μεσολόγγι, Mesolongi）は、ギリシャ共和国西ギリシャ地方にある都市で、その周辺地域を含む基礎自治体（ディモス）。エトリア＝アカルナニア県の県都で、県内で第2の人口を持つ都市である。
ギリシャ独立戦争時の故事からヒエラ・ポリス・メソロンギウ（聖なる町メソロンギ）と称される。また、ミソロンギ（Missolonghi）の名でも知られる。

## 地理
メソロンギの町は、アヘロオス川とエヴィノス川の間にあり、パトラ湾に港を持っている。主な貿易品には魚やワイン、タバコなどがある。町の北東にはアラキントス山脈が走っている。
町周辺のパトラ湾沿岸には2つの河川の三角州、メソロンギラグーンなどの汽水域のラグーン群、干潟、塩性湿地、淡水湿地、ヨシ原、砂丘システムおよび河畔林があり、ニシハイイロペリカンおよび多くのガンカモ類が越冬のために訪れる。メソロンギ・アイトリコのラグーン群は1975年にラムサール条約登録地となった。

## 歴史

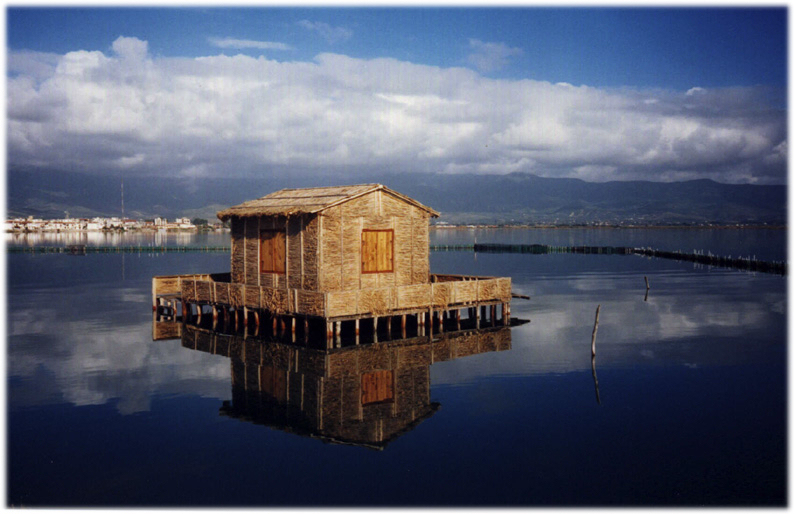
ペラデ

メソロンギの名は、16世紀のヴェネツィア人であるパルタという人物が著した、レパントの海戦について書かれた文章の中で、初めて触れられる。メソロンギという名称は、おそらくイタリア語の2つの単語から来たという説が有力であり、メッツォ（mezzo）とラギ（laghi）で「湖の真ん中」、もしくはメソ（messo）とラギ（laghi）で「湖に囲まれた場所」から来たとされている。1700年まではヴェネツィア共和国がこの地を支配していたからである。当時メソロンギの住民はほとんどが漁師であり、湖底に支柱を立てた上に、防水加工が施された藁と葦で作られた、ペラデという小屋に居住していた。
メソロンギの北西には、ホメロスの叙事詩で描かれている都市である、プレウロンの遺跡（現在のアスファコヴニ）がある。プレウロンはトロイ出兵に参加し、紀元前234年にアイトーリアのデメトリオスに破壊された都市であった。かつては30の塔と7つの門を持つ城壁があったが、今でも円形劇場と貯水槽の跡などが残存している。

### ギリシャ独立戦争

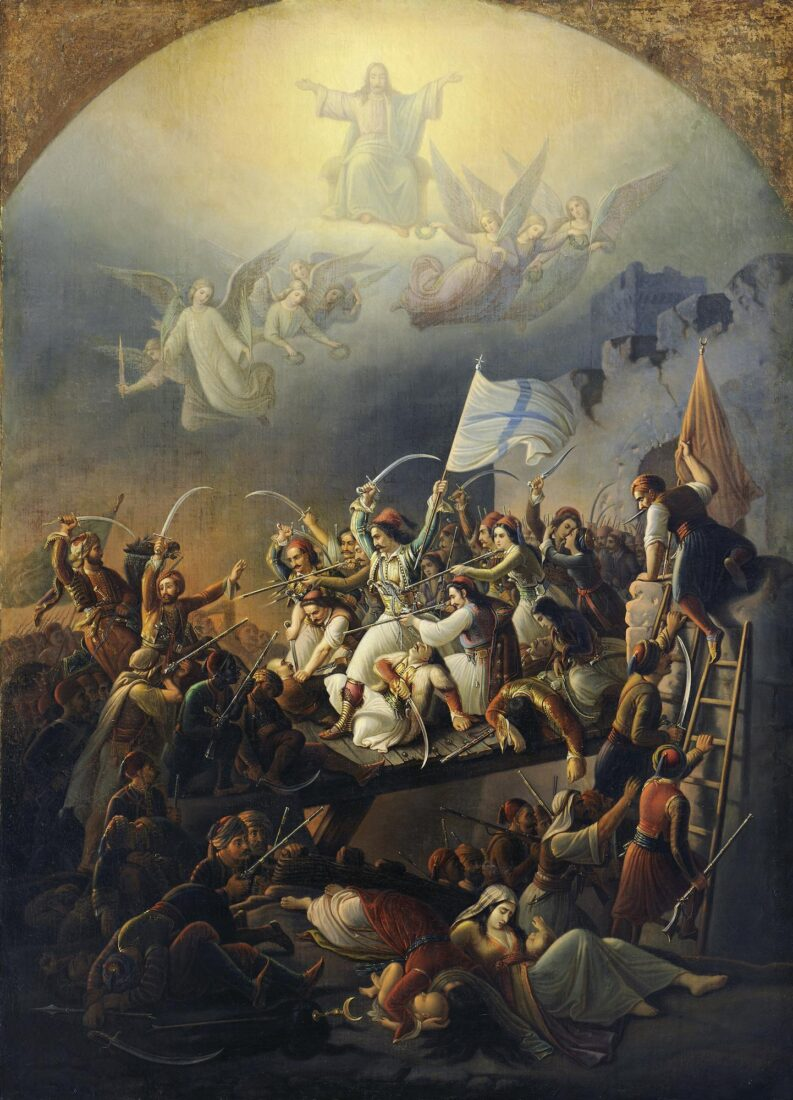
メソロンギからの脱出（テオドロス・ヴリザキス、1855年）

1770年のオルロフの反乱では、メソロンギ艦隊は敗北し、町はオスマン帝国に占領された。また、1821年5月20日にはメソロンギがオスマン帝国に反逆し、ギリシャ独立戦争の間、町はギリシャ人反乱軍にとっての主要な要塞となった。1822年にはオスマン帝国軍に町は包囲されたが、守り切ることに成功した。しかし1825年4月15日には、30,000人を率いたレシド・メフメト・パシャと、ムハンマド・アリーの息子で10,000人を率いたイブラヒム・パシャによって2度目の包囲が開始された。1年間の包囲の末、飢餓に直面するようになったために、1826年4月10日夜にメソロンギ市民は包囲された町から脱出することを試みた。その時メソロンギ市民は10,500人であり、その中で装備した者はわずか3,500人であった。しかし計画は密告され、脱出に成功できた者はほとんどいなかった。
ヨーロッパ諸国は1826年の事件の残虐さを非難した。ドラクロワによる『ミソロンギの廃墟に立つギリシア』が描かれたのもこの時である。
メソロンギ市民のこの英雄的姿勢と、その後のトルコ・エジプト連合軍によるメソロンギ市民の虐殺を考慮して、後にメソロンギの町は「ヒエラ・ポリス（聖なる町）」という名誉的な称号を授与された。
イギリスの有名な詩人で、親ギリシア的であったジョージ・ゴードン・バイロンは、ギリシャ人反乱軍を支援したが、1824年にメソロンギの地で亡くなった。現在町には、彼の心臓が収められた慰霊碑と、彼の彫像が安置されている。

### 現代

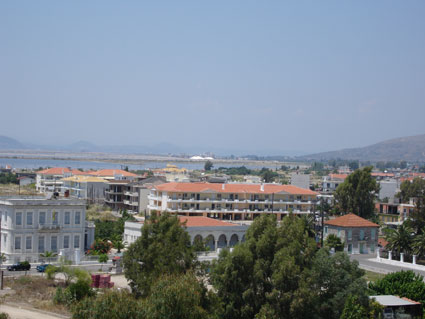
メソロンギ市西部の街並み

メソロンギの町は、街並みが絵のように美しいでけでなく、都市計画がされており都市機能を兼ね備えた、現代的な都市である。一方で、伝統的な建築様式で造られた、興味深い建築物もいくつか残されていて、現代ギリシャ史に関係するような人物も住んでいたことが多い。

## 著名な出身者
- エパミノンダス・デリギオルギス（1829-1879、ギリシャ王国首相）
- コスティス・パラマス（1859-1943、詩人・オリンピック賛歌の作詞者）
- ハリラオス・トリクピス（1832-1896、ギリシャ王国首相）
- ニコラオス・トリクピス（1869-1956、ギリシャ軍司令官）
- スピリドン・トリクピス（1788-1873、ギリシャ王国首相）
- ディミトリオス・ヴァルヴィス（1814-1886、ギリシャ王国首相）
- ジノヴィオス・ヴァルヴィス（1800-1872、ギリシャ王国首相）

## 人口推移
| 年   | 人口（人） | 増減           | 市人口（人） | 増減          |
| ---- | ---------- | -------------- | ------------ | ------------- |
| 1981 | 11,375     | -              | -            | -             |
| 1991 | 10,916     | -459/-4.04%    | 16,859       | -             |
| 2001 | 12,225     | +1,309/+11.99% | 17,988       | +1,129/+6.70% |

## 姉妹都市
- - シェーフリスドルフ（en）、スイス

## 交通
1960年代にはメソロンギ市内を通る国道5号線（欧州自動車道路E55号線）が建設された。かつては、アグリニオとを結ぶ鉄道の駅が町にあったが、1970年代に廃止された。

## 参考
- Δείτε τη Διοικητική Διαίρεση （ギリシア語）（2009年9月9日閲覧。）